# صيد في المياه الوسطى

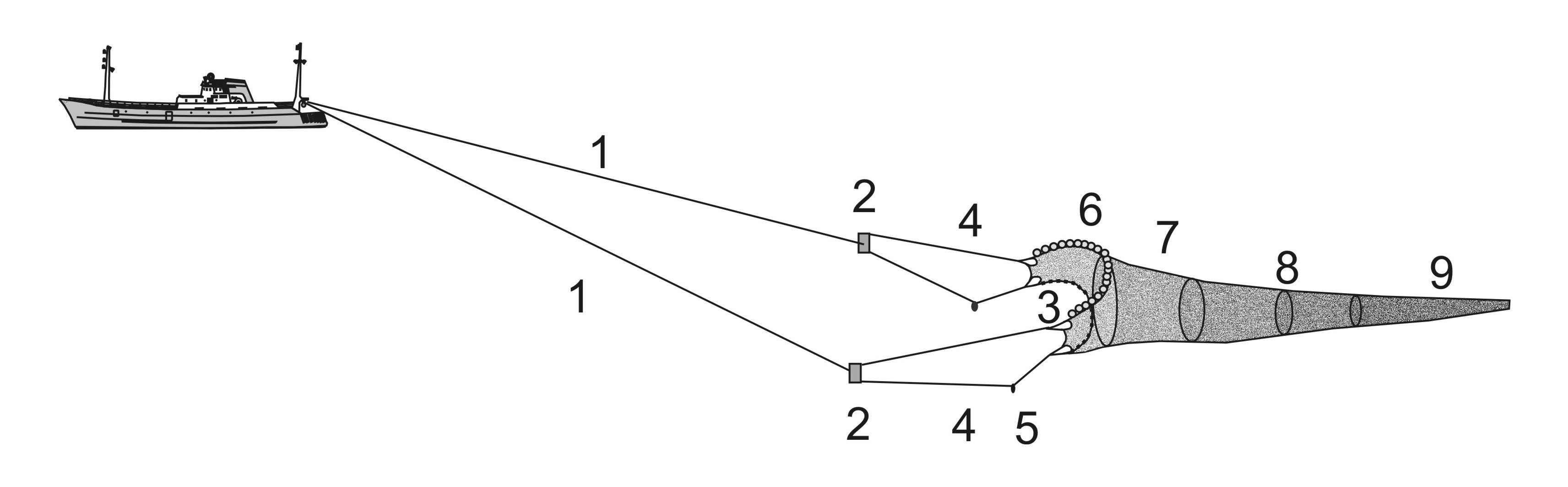
الجر في الماء
1: شباك الجر ، 2: لوحات قضاعة ، 3: سلاسل الخيوط الطويلة ، 4 صياد ، 5: الأوزان 6: العنوان مع العوامات ، 7: ما قبل الشبكة ، 8: نفق وبطن ، 9: codend

الصيد في المياه الوسطى (بالإنجليزية: Midwater trawling)‏ ويعرف أيضا بالصيد البلاجي هو أحد أنواع صيد السمك بالاشباك العائمة في عمق عمود الماء والذي هو أعلى من منطقة القاع. يستخدم في الصيد البلاجي شبكة على شكل قمع يمكن سحبها من قارب واحد وتفتح بفعل أبواب الجر، أو يمكن ان تفتح في حال وجود قاربين يشداها معا.الصيد البلاجي يستخدم لصيد البلم، والروبيان، والتونة والماكريل .ويختللف هذا النوع عن صيد السمك في الأعماق والذي يحدث أضرار خطيرة لقاع البحار باعتبار الصيد البلاجي صيد حميد نسبيا.